# LAPLander
LAPLander (förkortning av Light Airbag Protected Lander) är en prototyp av en rymdsond som främst är avsedd för mätningar i jonosfären. Syftet för prototypen är att utvärdera flygegenskaperna, till exempel luftinbromsningen, av en flygfärd från randen till rymden. Vidare kommer nedslagsskyddet och återhämtningssystemen att bli utvärderade. Som namnet berättar, är återhämtningssystemet baserat på airbags (luftkuddar), vars uppgift är att bromsa fallet och skydda sonden vid nedslaget. Den framtida versionen av LAPLander kommer att göra det möjligt att göra flerpunktsmätningar, vilket kommer att vara till stor hjälp inom forskningen av de komplexa processer i jonosfären som bidrar till norrsken och störningar inom satellitkommunikation.

## Rexusflygning
LAPLander var uttagen i Rexusprogrammet  och blev uppskjuten med en sondraket från Esrange Space Center (utanför Kiruna) i mars 2010. Raketen är ostyrd, rotationsstabiliserad och drivs av en Improved Orion-motor, vilken är kapabel att ta nyttolasten till en höjd av 100 km, vilket är randen till rymden. Evenemanget sponsras av Svenska Rymdstyrelsen (SNSB) och Tyska Rymdstyrelsen (DLR), i samarbete med Europeiska rymdorganisationen (ESA).

## Flygegenskaper
För att kunna rekonstruera flygfärden kommer LAPLander att spara följande parametrar:
- Treaxlig acceleration
- Treaxlig rotationshastighet
- Treaxligt magnetiskt fält
- Temperatur (för olika delar av nyttolasten)
- Rå GPS-data

Den sistnämnda tillhandahålls genom ett samarbete med Cornell University, New York, USA. Enheten som ska användas är ett nytt miniatyr GPS-system, som till skillnad från en vanlig GPS även kan bestämma vilken vinkel den har. Detta görs genom att mäta fasskillnaden, från GPS-signalen, mellan två antenner. 

## Utveckling
Utvecklingen av LAPLander startade 2008 och sker på Alfvénlaboratoriet, Kungliga Tekniska Högskolan i Stockholm.

### LAPLander-teamet
Teamet bakom detta projekt består av:

Övergripande ämnen:
- Dr. Nickolay Ivchenko, handledare, Sverige
- Torbjörn Sundberg, projektledare, Doktorand, Sverige

Mekaniska och aerodynamiska ämnen:
- Matias Wartelski, civilingenjörsstudent inom rymd, Spanien
- Christian Westlund, civilingenjörsstudent inom flyg och rymd, Sverige
- Li Xin, civilingenjörsstudent inom flyg och rymd, Kina
- Erik Sund, civilingenjörsstudent inom flyg och rymd, Sverige
- Patrik Ahlen, civilingenjörsstudent inom flyg och rymd, Sverige

Elektroniska ämnen:
- Malin Gustafsson, civilingenjörsstudent inom elektroteknik, Sverige
- Joakim Sandström, civilingenjörsstudent inom elektroteknik, Sverige
- Oliver Neuner, civilingenjörsstudent inom elektrofysik, Tyskland
- Christian Jonsson, civilingenjörsstudent inom mekatronik, Sverige
- Johan Juhlén, civilingenjörsstudent inom mekatronik, Sverige
- Johan Thelander, civilingenjörsstudent inom mekatronik, Sverige
- Mattias Hedberg, civilingenjörsstudent inom mekatronik, Sverige